# Autostrada A8 (Chorwacja)
Autostrada A8 (Autocesta A8, Učka autocesta) – budowana autostrada w Chorwacji, łącząca miasto Rovinj na półwyspie Istria (węzeł Kanfanar) z węzłem autostrady A7 w miejscowości Matulji na przedmieściach Rijeki. Obecnie na całej długości posiada status drogi ekspresowej (Brza Cesta B8). Trwają prace nad przekształceniem jej w autostradę, polegające na dobudowaniu drugiej jezdni. Prace mają się zakończyć w 2012 roku.